# Temporada de tifones del Pacífico de 1941
La temporada de tifones en el Pacífico de 1941 no tiene límites oficiales; funcionó durante todo el año en 1941, pero la mayoría de los ciclones tropicales tienden a formarse en el noroeste del Océano Pacífico entre junio y diciembre. Estas fechas delimitan convencionalmente el período de cada año cuando la mayoría de los ciclones tropicales se forman en el Océano Pacífico noroccidental. El alcance de este artículo se limita al Océano Pacífico, al norte del ecuador y al oeste de la línea internacional de cambio de fecha. Las tormentas que se forman al este de la línea de fecha y al norte del ecuador se llaman huracanes; consulte la temporada de huracanes en el Pacífico de 1941. Hubo 28 ciclones tropicales en el Pacífico occidental en 1941.

## Sistemas

### Tormenta tropical Dos
El sistema se desarrolló al este de Taiwán . Se movió en dirección noreste y finalmente se disipó el día 5. Se desconoce si la fuerza máxima de la tormenta fue una depresión tropical fuerte o una tormenta tropical débil. La tormenta afectó a las Islas Ryūkyū.

### Tormenta tropical Veinticinco
La tormenta se desarrolló al norte de Palawan, Filipinas, el 20 de octubre. Se movió hacia el oeste en el Mar de la China Meridional y se disipó dos días después.